# Kevin Ware
Kevin Ware (Bronx, Nueva York, 3 de enero de 1993) es un baloncestista estadounidense que se encuentra sin equipo. Con 1,96 metros de altura juega en la posición de escolta. Se hizo viral en redes sociales por su gravísima lesión en un partido de la Elite Eight de la NCAA en la que se rompió la pierna derecha.

## Carrera
Webs especializadas como scout.com o rivals.com le dieron una calificación de cuatro estrellas sobre cinco, mientras que ESPN le ponía un 92 sobre 100. En el verano de 2010 firmó una carta de intención para irse a Tennessee, aunque el posterior despido del entrenador Bruce Pearl hizo que Ware cambiase de opinión y que optara por elegir a la Universidad de Louisville.

### Universidad
En su primer año Ware jugó muy poco (5.3 minutos y unos promedios de un punto y 0.3 rebotes). En su año sophomore comenzó a disponer de más minutos, siendo el principal recambio de jugadores como Peyton Siva o Russ Smith. Durante la temporada tuvo diversos problemas disciplinarios, por lo que fue suspendido por su entrenador Rick Pitino. Tras su regreso incrementó su productividad hasta el final de la temporada, estableciendo varias marcas personales (11 puntos ante Oregon y cinco asistencias ante Colorado State).
En 2014 fue transferido a la Universidad Estatal de Georgia, donde jugó sus dos últimas temporadas como universitario, promediando 9,4 puntos y 3,4 rebotes por partido.

### Profesional
Tras no ser elegido en el Draft de la NBA de 2016, en julio fichó por el Kauhajoen Karhu de la liga finesa. Pero el 25 de noviembre firma con el BC Brno de la liga checa.
El 20 de julio de 2017, firma con Faros Larissas de la primera división griega.
Al año siguiente, en agosto de 2018, se marcha a las filas del London Lightning de la Liga Nacional de Baloncesto de Canadá.
Tras dos temporadas vuelve a Europa, y el 12 de agosto de 2020, firma con los London Lions de la British Basketball League (BBL).
Se unió a Novi Pazar de la liga Serbia en 2021, donde promedió 15,6 puntos por partido. Hasta el 3 de enero de 2022 que firmó por el Al Naft Baghdad de la Iraqi Basketball League.

## Vida personal
Kevin es hijo de Lisa Junior y Kevin Ware, Sr y tiene tres hermanas: Donna, Brittney y Khadijah. Cuando tenía 14 años se mudó con su familia a Atlanta, pero poco después se trasladó al Condado de Rockdale.